# Ocean (singel B’z)
OCEAN – trzydziesty dziewiąty singel japońskiego zespołu B’z, wydany 10 sierpnia 2005 roku. Osiągnął 1 pozycję w rankingu Oricon i pozostał na liście przez 22 tygodnie, sprzedał się w nakładzie 293 572 egzemplarzy. Singel zdobył status podwójnej platynowej płyty oraz nagrodę „Piosenki Roku” podczas rozdania 20th Japan Gold Disc Award.
Utwór tytułowy został wykorzystany jako piosenka przewodnia TV dramy Umizaru (jap. 海猿) stacji Fuji TV.

## Lista utworów
| Nr | Tytuł                                                             | Czas |
| -- | ----------------------------------------------------------------- | ---- |
| 1. | „OCEAN”                                                           | 5:28 |
| 2. | „Narifuri kamawazu dakishimete” (jap. なりふりかまわず抱きしめて) | 3:20 |
| 3. | „Dear my lovely pain”                                             | 4:02 |

## Muzycy
- Tak Matsumoto: gitara, kompozycja i aranżacja utworów
- Kōshi Inaba: wokal, chórek (#1), teksty utworów, aranżacja
- Shane Gaalaas: perkusja
- Daisuke Ikeda: aranżacja (#1)
- Akihito Tokunaga: gitara basowa, aranżacja
- Shin'ichirō Ōta: chórek (#1)
- TAMA STRINGS： instrumenty smyczkowe (#1)

## Notowania
| Lista                                  | Pozycja |
| -------------------------------------- | ------- |
| Oricon Weekly Singles Chart            | 1       |
| Oricon Monthly Singles Chart           | 3       |
| Oricon Yearly Singles Chart (rok 2005) | 27      |

## Certyfikaty
| Kategoria certyfikatu | Certyfikat         |
| --------------------- | ------------------ |
| RIAJ (CD)             | 2× platynowa płyta |
| RIAJ (ringtone)       | 2× platynowa płyta |
| RIAJ (full ringtone)  | Złota płyta        |